# 追憶のハイウェイ 61
『追憶のハイウェイ61』（英: Highway 61 Revisited）は、ボブ・ディランが1965年に発表した6作目のスタジオ・アルバム。
ビルボード・トップ LP's チャートで最高3位、全英アルバム・チャートで4位を記録した。RIAAによりプラチナ・ディスクに認定されている。2002年、グラミーの殿堂入りを果たした。
『ローリング・ストーン』誌が選んだ「オールタイム・グレイテスト・アルバム500」（2020年版）において18位にランクインした。

## 概要
1965年5月にボブ・ディランは英国ツアーを終え帰国。同年6月1日にはロンドンのBBCスタジオでテレビ放送のための演奏をした。帰国後、20ページにおよぶ散文詩を書き上げ、4つのヴァースと1つのコーラスから成る曲「ライク・ア・ローリング・ストーン」にまとめた。
同年6月15日、アルバムのレコ―ディンクがニューヨークのコロムビア・レコーディング・スタジオで開始された。集められたミュージシャンはマイク・ブルームフィールド（ギター）、アル・ゴーゴーニ（ギター）、アル・クーパー（ギター）、フランク・オーウェンズ（オルガン）、ジョゼフ・マッチョ・ジュニア（ベース）、ボビー・グレッグ（ドラムズ）。「悲しみは果てしなく」と「Sitting On a Barbed Wire Fence」を録音したのち「ライク・ア・ローリング・ストーン」のリハーサルを行った。6月16日、ミュージシャンたちはスタジオに戻るが、『ブリンギング・イット・オール・バック・ホーム』のセッションから参加していたゴーゴーニは欠席。ポール・グリフィンがオーウェンズの代わりのオルガニストとして姿を現した。「ライク・ア・ローリング・ストーン」のリハーサルを1回すると、アル・クーパーは電子オルガンを演奏したことがなかったにもかかわらず、オルガンの席に座った。そしてリフを即興で演奏した。この日はほぼ全セッションが「ライク・ア・ローリング・ストーン」のレコーディングに費やされた。
7月20日、シングル「ライク・ア・ローリング・ストーン」が発売。B面は『ブリンギング・イット・オール・バック・ホーム』収録曲の「エデンの門」であった。
7月22日から26日にかけて「ニューポート・フォーク・フェスティバル」が開催された。ディランはこのうち24日と25日に出演した。
7月29日にレコーディングを再開。トム・ウィルソンはプロデューサーを解かれ、この日からボブ・ジョンストンがレコード制作を取り仕切ることとなった。フランク・オーウェンズが復帰し、ラス・サヴァカスとハーヴェイ・ブルックスがベーシストとして新しく加わった。「悲しみは果てしなく」「トゥームストーン・ブルース」「寂しき4番街」「廃墟の街」などを録音。7月30日、8月2日、3日、4日とレコーディングは続けられた。
8月30日、アルバム『追憶のハイウェイ61』は発売された。7月30日に録音されたバージョンの「窓からはい出せ」は9月に「寂しき4番街」のタイトルで誤ってシングルとして出たがすぐに回収された。「寂しき4番街」はアルバムには収録されず、シングルとして発売された。
サウンド的にはキーボードを導入して、前作より格段に厚みを増しており、歌詞に相応しい混沌とした音作りに成功している。バックで主要な貢献をしたのはマイク・ブルームフィールドとアル・クーパーである。ブルームフィールドは、彼の加入していたバタフィールド・ブルース・バンドがディランのマネージャーでもあったアルバート・グロスマンにマネジメントされていた関係で、セッションに参加することになった。彼はディランの初期のアルバムを聴いて、（それがあまりにひどいので）ディランにギターを教えてやるつもりだったという。彼のプレイはアルバム全体に複雑な彩りを添えており、特に「トゥームストーン・ブルース」で見事なソロを披露している。クーパーのプレイは「やせっぽちのバラッド」などでコントロールを失うところがあるが、荒削りで力強い演奏がこのアルバムのサウンドに大きな迫力を与えている。
アルバム・タイトル曲「追憶のハイウェイ61」は、第一連で61号線をまず、「神がアブラハムにそこで子供を殺せと命じた場所」と設定し、最終連で「次の世界大戦が始まる所」とするなど、当時のディランの世界観を象徴する場として描いている。
「やせっぽちのバラッド」は居場所を失った「ミスター・ジョーンズ」を主人公として存在の不安定さを追求した作品で、後のコンサートでも度々演奏されるスタンダード・ナンバーの一つである。ジョン・レノンが作詞・作曲したビートルズの「ヤー・ブルース」はこの曲を意識して作られている。
「廃墟の街」はアルバム中では唯一アコースティック・ギターを主体としたフォーク調の曲である。リードギターはチャーリー・マッコイ。アレン・ギンズバーグの影響を受けて、荒廃した社会を象徴的に描いており、11分以上という当時のポピュラーソングとしては異例の長さを持つ。

## タイトルについて
アルバムのタイトルはB面2曲目の同名の楽曲のタイトルからとられた。「ブルース・ハイウェイ」と呼ばれる「ハイウェイ61」（61号線）は、ニューオーリンズからメンフィスやセントルイスを通り、アイオワからミネソタに入る国道で、当時はディランの生誕地ダルースを通ってカナダ国境まで伸びていた。しかし1991年に同路線はミネソタ州東部の町ワイオミング以北部分廃線となった。それ以後、廃線となった区間のうちダルース以北はミネソタ州道61号線として「ハイウェイ61」の名を残している。
様々な伝説を伴っており、例えばベッシー・スミスは同路線で自動車事故死し、マーティン・ルーサー・キングは61号線にあるモーテルで殺害された。また、エルヴィス・プレスリーは同路線に沿って立てられた住宅の中で育ち、ロバート・ジョンソンは61号線と49号線の交わる十字路で悪魔に魂を売り渡してギターのテクニックを身につけたという「クロスロード伝説」で知られている。
同路線はしばしばブルース曲に歌われ、フレッド・マクドウェルの「61 Highway」やジェームズ・トーマスの「Highway 61」が有名である。ロバート・シェルトンはBBCのインタビュアーに「多くのアメリカ文化の基礎がちょうどそのハイウェイとその川を上ってきた」と語り、「そして10代のディランはラジオの中でそのハイウェイを旅した。…ハイウェイ61号線は彼にとって自由、変化、独立のシンボル、そしてヒビングでの彼が望まなかった生活から抜け出すチャンスになったと思うよ」という。

## 収録曲
全曲、作詞・作曲: ボブ・ディラン

### Side 1
1. ライク・ア・ローリング・ストーン - Like a Rolling Stone - 6:09
2. トゥームストーン・ブルース - Tombstone Blues - 5:58
3. 悲しみは果てしなく - It Takes a Lot to Laugh, It Takes a Train To Cry - 4:09
4. ビュイック6型の想い出 - From a Buick 6 - 3:19
5. やせっぽちのバラッド - Ballad of a Thin Man - 5:58

### Side 2
1. クイーン・ジェーン - Queen Jane Approximately - 5:31
2. 追憶のハイウェイ61 - Highway 61 Revisited - 3:30
3. 親指トムのブルースのように - Just Like Tom Thumb's Blues - 5:31
4. 廃墟の街 - Desolation Row - 11:21

## パーソネル
- ボブ・ディラン - ボーカル、ギター、ハーモニカ、ピアノ、ライナー・ノーツ、サイレン
- マイク・ブルームフィールド - ギター
- ハーヴェイ・ブルックス – ベース
- ボビー・グレッグ – ドラムス
- ポール・グリフィン – オルガン、ピアノ
- アル・クーパー – オルガン、ピアノ（Hohner pianet）
- サム・レイ – ドラムス
- チャーリー・マッコイ – ギター
- フランク・オーウェンズ – ピアノ
- ラス・サヴァカス – ベース
- ジョゼフ・マッチョ・ジュニア - ベース
- ダニエル・クレイマー - ジャケット写真

## アウトテイク
同セッションで録音された「寂しき4番街」はアルバムには収録せず、「ライク・ア・ローリング・ストーン」に続くシングルとしてリリースされた（B面は「ビュイック6型の想い出」）。
『バイオグラフ』（1985年）に「ジェット・パイロット（"Phantom Engineer"と題された「悲しみは果てしなく」の初期バージョン」、「アイ・ウォナ・ビー・ユア・ラヴァー」が収録されている。
未発表になった「シッティング・オン・ア・バーブド・ワイヤー・フェンス（"Killing Me Alive"と題されてブートレッグで出回ったアウトテイクVersionからエンディングをフェードアウトさせたもの）」や「ライク・ア・ローリング・ストーン（オリジナル・ショート・バージョン3/4拍子ワルツ）」、「悲しみは果てしなく（"Phantom Engineer"から改題されたオルタネイト・テイクからイントロのカウントダウンをカットしエンディングをフェードアウトさせたもの）」が『ブートレッグ・シリーズ第1〜3集』（1991年）に、「悲しみは果てしなく（オルタネイト・テイク）」、「トゥームストーン・ブルース（オルタネイト・テイク）」、「親指トムのブルースのように（オルタネイト・テイク）」、「廃墟の街（オルタネイト・テイク）」、「追憶のハイウェイ61（オルタネイト・テイク）が『ノー・ディレクション・ホーム：ザ・サウンドトラック（ブートレッグ・シリーズ第7集）』（2005年）に収録されている。
"From A Buick 6"は最初期テストプレス盤ではハーモニカのフィーチュアされたAlternate Versionが使用されていた。日本ではアナログ盤時代はずっとこのVersionが使用されており、CD化の際に現行仕様に改められた。現在このAlternate Versionはどの企画盤にも復刻されていない。

## 反響・評価
アルバムは1965年8月30日に発売された。シンガーソングライターのフィル・オクス（Phil Ochs）は、『ブロードサイド』誌10月15日63号に掲載された10月初旬のシス・カニンガムとのインタビューの中でこのアルバムに触れ、ディランは「これまでのどのアルバムよりも重要で革新的なアルバムを作った」と述べた。
アルバムは11月3日付『ビルボード』誌「トップ LP's」チャートで最高3位を記録し、全英アルバム・チャートで4位を記録した。アメリカ・レコード協会 RIAA により、1967年8月25日にゴールド・ディスク、1997年8月19日にプラチナ・ディスクに認定されている。2002年、グラミーの殿堂入りを果たしている。
7月20日に先行して発売されたシングル「ライク・ア・ローリング・ストーン」は9月4日付ののビルボード・Hot 100で2位を記録した。同シングルとアルバムがチャートに進出した頃から、ディランはポピュラー・ミュージックの世界で、ビートルズと並称される存在となる。レコード売り上げなどの商業的な面では、この時点でも彼とビートルズの間には大きな差があったが、特にロックの世界を中心に、ミュージシャンのイメージを、詞曲両面にわたる芸術的創造力と人気とを両立し得るアーティストへと変化させた点で、ビートルズをも凌ぐ最も大きな役割を果たしたと言える。ディブ・マーシュは「この時代からごく普通のロックバンドでもメッセージ性の強い曲を作るようになったのは、節や拍子が自由で歌詞の内容が制約されないディランの作品の影響によるもの」 だとしている。
現在でもこのアルバムは史上屈指の革新的意義を持つものとされ、『これが最高！（Critic's Choice Top 200 Albums）』（1979年　クイックフォックス社）英米編では3位、英国の音楽雑誌『MOJO』が1995年に選んだ「The 100 Greatest Albums Ever Made」では5位にランクされている。『ローリング・ストーン』誌が2003年に選んだ「オールタイム・グレイテスト・アルバム500」では4位にランクされている。『ローリング・ストーン』誌が2004年に選んだ「オールタイム・グレイテスト・ソング500」には、このアルバムから3曲がランクインしている。1位「ライク・ア・ローリング・ストーン」、185位「廃墟の街」、364位「追憶のハイウェイ61」。

## チャート
| 年     | チャート                      | 最高順位 |
| ------ | ----------------------------- | -------- |
| 1965年 | ビルボード・トップ LP's 150   | 3        |
| 1965年 | 全英アルバム・チャート Top 75 | 4        |

## リリース
アメリカ
| 日付          | レーベル | フォーマット | カタログ番号 | 付記     |
| ------------- | -------- | ------------ | ------------ | -------- |
| 1965年8月30日 | Columbia | LP           | CL 2389      | モノラル |
| 1965年8月30日 | Columbia | LP           | CS 9189      | ステレオ |
|               | Columbia | CD           | CK           |          |

日本
2004年、再発CDがオリコン・チャートで最高143位を記録した。
| 日付           | レーベル  | フォーマット | カタログ番号 | 付記                         |
| -------------- | --------- | ------------ | ------------ | ---------------------------- |
| 1968年         | CBSソニー | LP           | SONP-50345   |                              |
| 1974年         | CBSソニー | LP           | SOPL-225     |                              |
| 1976年         | CBSソニー | LP           | 25AP 273     |                              |
| 1985年4月1日   | CBSソニー | CD           | 30DP 305     | 不滅のロック名盤コレクション |
| 1990年6月1日   | ソニー    | CD           | CSCS 6012    | NICE PRICE LINE              |
| 1995年12月21日 | ソニー    | CD           | SRCS 7904    | SBM、紙ジャケ                |
| 1996年10月21日 | ソニー    | CD           | SRCS 9074    | SUPER NICE PRICE 1600        |
| 1997年11月21日 | ソニー    | MD           | SRYS 1222    | SUPER NICE PRICE             |
| 2003年10月22日 | ソニー    | SACD HYBRID  | MHCP-10004   |                              |
| 2004年8月18日  | ソニー    | CD           | MHCP-372     | 紙ジャケ、完全生産限定盤     |
| 2005年8月24日  | ソニー    | CD           | MHCP-806     | 2003年デジタル･リマスター    |
| 2008年12月24日 | ソニー    | Blu-spec CD  | SICP-20024   |                              |